# Grandson (Svájc)
Grandson település Svájc Vaud kantonjában. Lakosainak száma 3357 fő (2018. december 31.).

## Fekvése
A Neuchâteli-tó délnyugati csücskében található, Lausanne városától mintegy 25 km-re északra.

## Történelme
1476. március 2-án, a Burgundiai–svájci háború során itt szenvedett vereséget Károly burgundi herceg a Grandsoni csatában.

## Népessége
A település népességének változása:

## Galéria

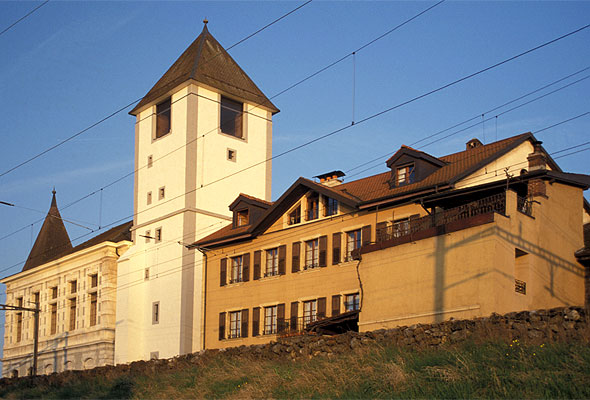
Városháza
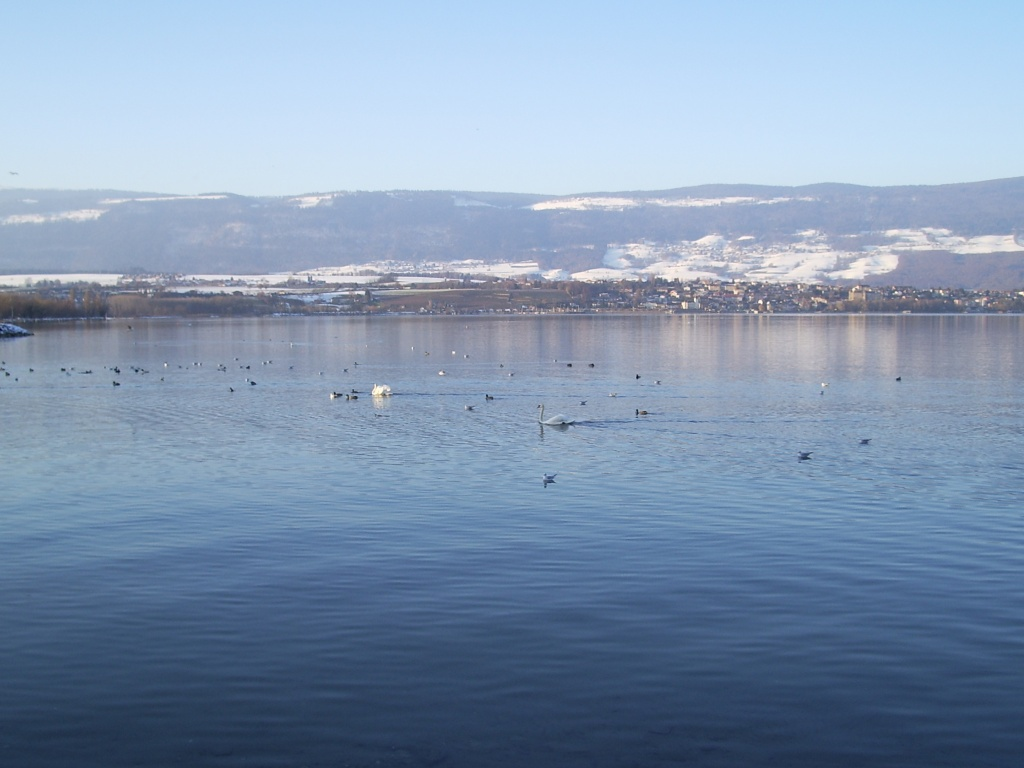
Kilátás a Neuchâteli-tóról Grandson felé
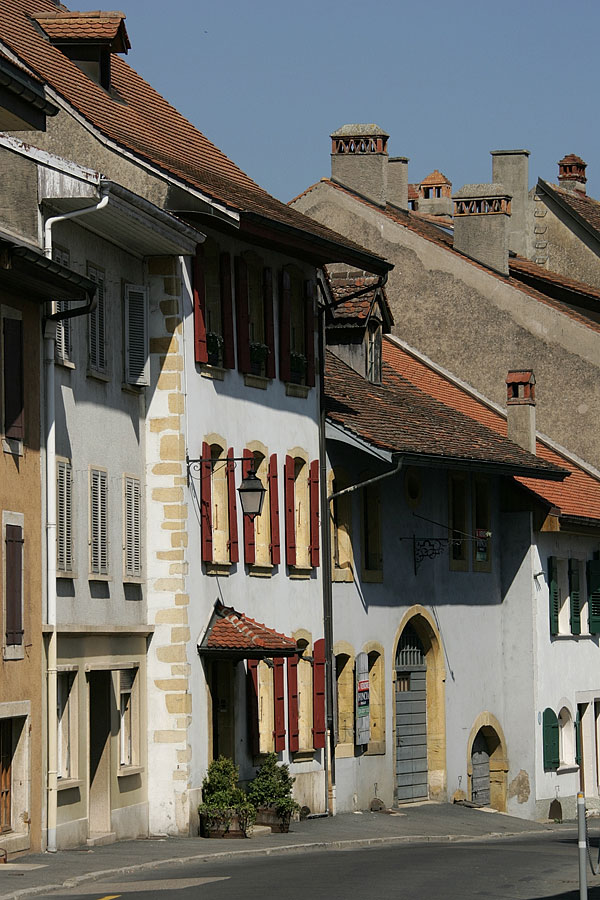
Rue des Remparts